# Palamede (ciclo arturiano)
Nel ciclo bretone ser Palamede (o Palamedes o Palomides o altre varianti) è un nobile cavaliere saraceno e pagano. Appare in svariate opere a tema cavalleresco, fra cui il ciclo della Post-Vulgata e Le Morte d'Arthur, ed esiste pure un poema intitolato a lui. Palamede è rivale di ser Tristano, ritenendosi il cavaliere più forte dopo di lui, ma anche perché desidera ardentemente Isotta, che di Tristano è innamorata. Sia Tristano che Palamede figurano tra i cavalieri della Tavola Rotonda.
Palamede è figlio del re saraceno Esclabor di Babilonia, il quale, giunto a Roma, salvò l'imperatore e in Britannia divenne amico di re Pellinore. Palamede successe a quest'ultimo nella caccia alla Bestia Errante (un mostro con la testa di serpente e il corpo composto di parti di animali di specie diverse), un'impresa che però si rivelò altrettanto disperata come quella di conquistare il cuore della principessa irlandese Isotta. In una sola versione (la Post-Vulgata) egli alla fine ha successo: convertitosi al cristianesimo durante la ricerca del Sacro Graal, Palamede ottiene l'aiuto dei cavalieri Perceval e Galahad, coi quali tende una trappola alla Bestia Errante e la uccide.
Palamede appare per la prima volta nel Tristano in prosa (primo XIII sec.). Qui egli partecipa al torneo che ha in palio per il vincitore la mano della principessa irlandese Isotta, ma viene sconfitto da Sir Tristano (per la gioia di Isotta), il quale però gli risparmia la vita. Tristano comunque combatte agli ordini di suo zio, re Marco di Cornovaglia, ed è con questi che Isotta deve sposarsi, benché ami Tristano. Palamede vive svariate vicissitudini, salva Brangaine (la serva di Isotta), viene ammesso tra i cavalieri della Tavola Rotonda e affronta ancora diverse volte Tristano, ma i loro duelli finiscono sempre alla pari, senza che si possa stabilire chi dei due sia veramente il più forte. In seguito i due cavalieri si riconciliano, mantenendo per il resto dell'opera un legame di amicizia-rivalità.
In Le Morte d'Arthur Palamede e suo fratello Safir si schierano con ser Lancillotto, quando questi viene bandito da re Artù, a causa della relazione che aveva con la regina Ginevra, e ripara in Francia. Lì Palamede diventa duca della Provenza.
Secondo la Post-Vulgata invece l'infido ser Mordred indusse re Marco di Cornovaglia ad uccidere Tristano con la lancia di Palamede. Ser Galvano, un altro cavaliere della Tavola Rotonda e amico di Palamede stesso, uccise quindi il cavaliere saraceno, credendo di vendicare Tristano.